# Holysloter Die

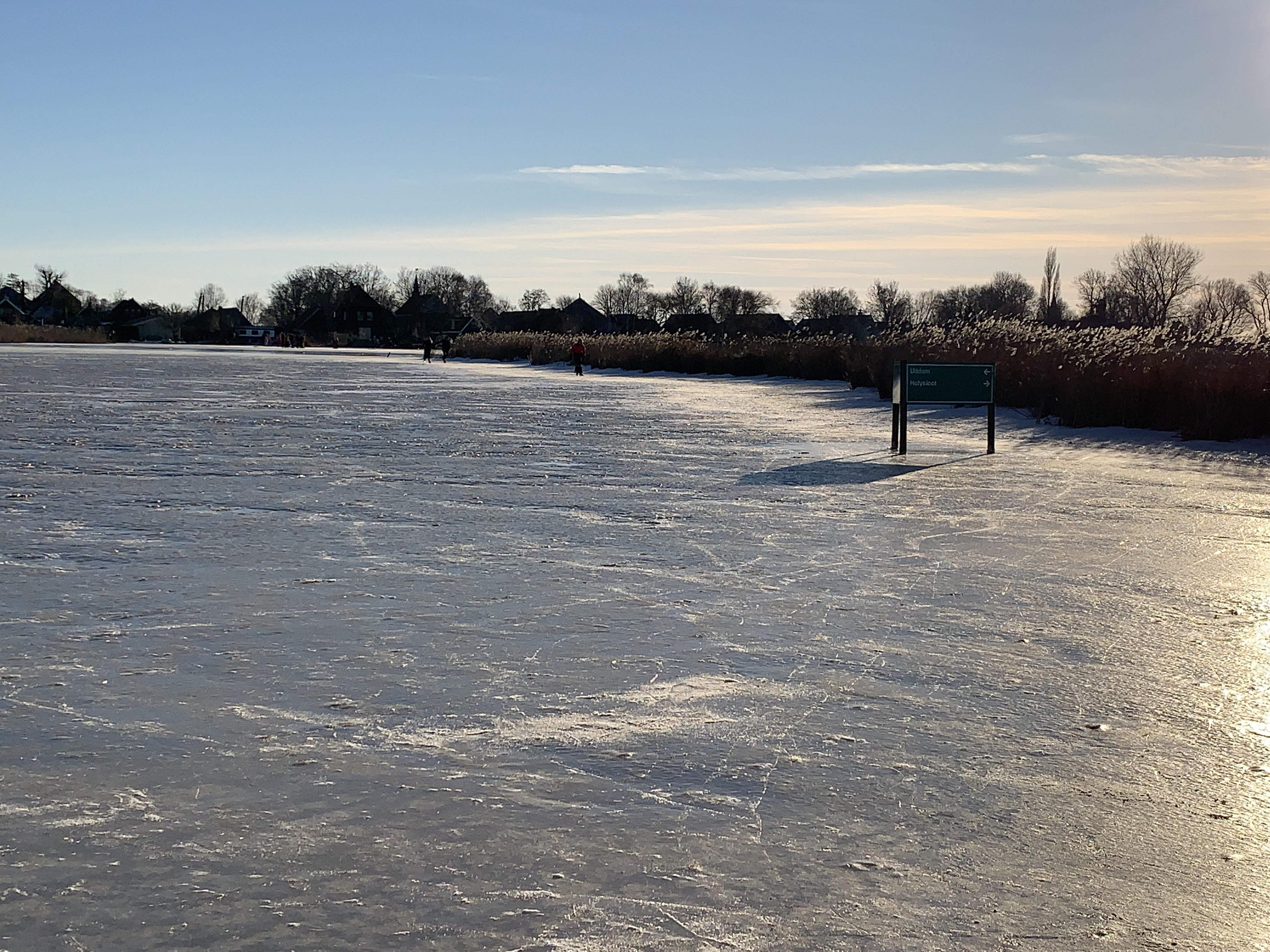
De bevroren Holysloter Die, gezien naar Holysloot. Februari 2021

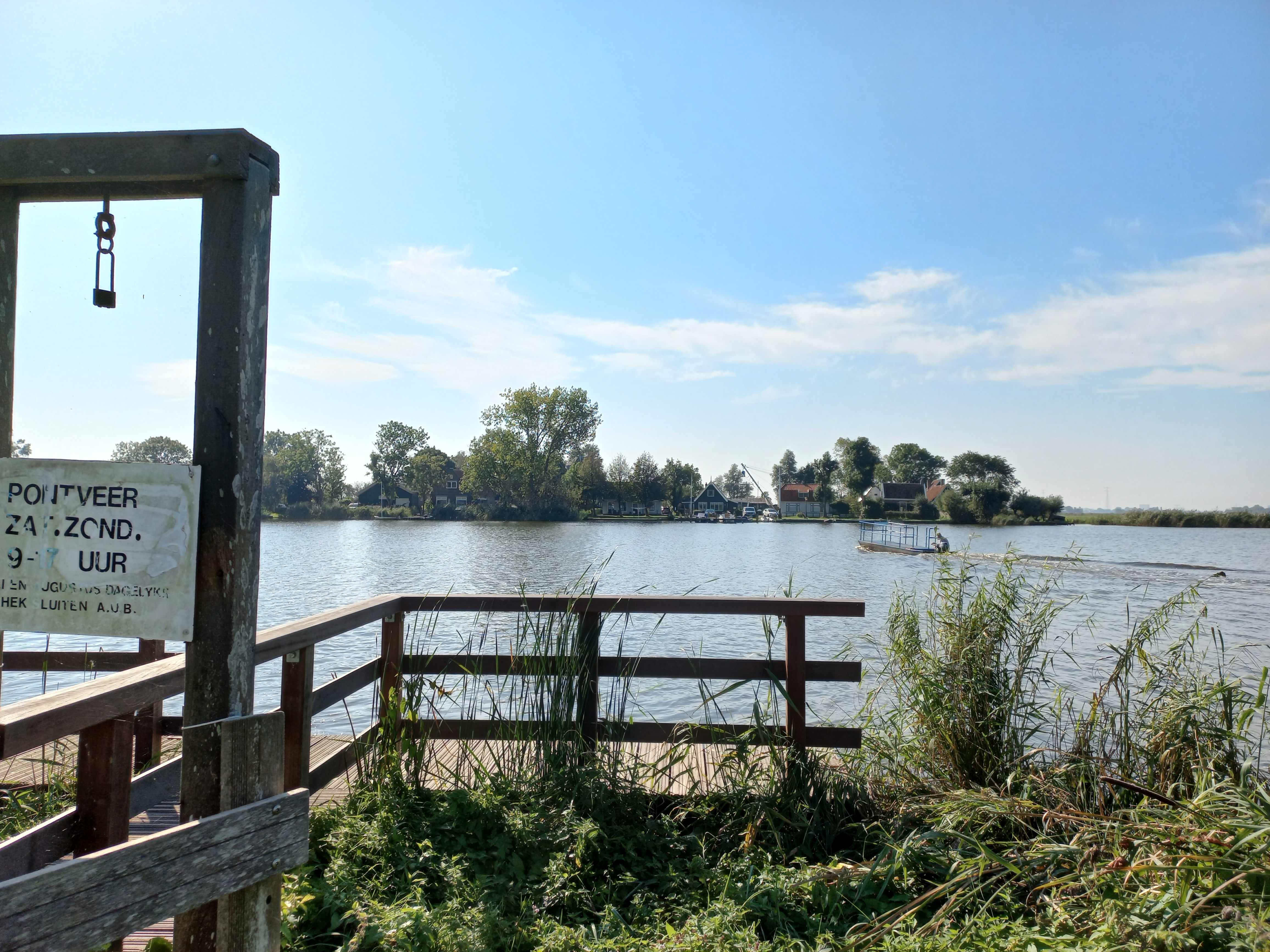
Veer (rechts van het midden) (september 2024)

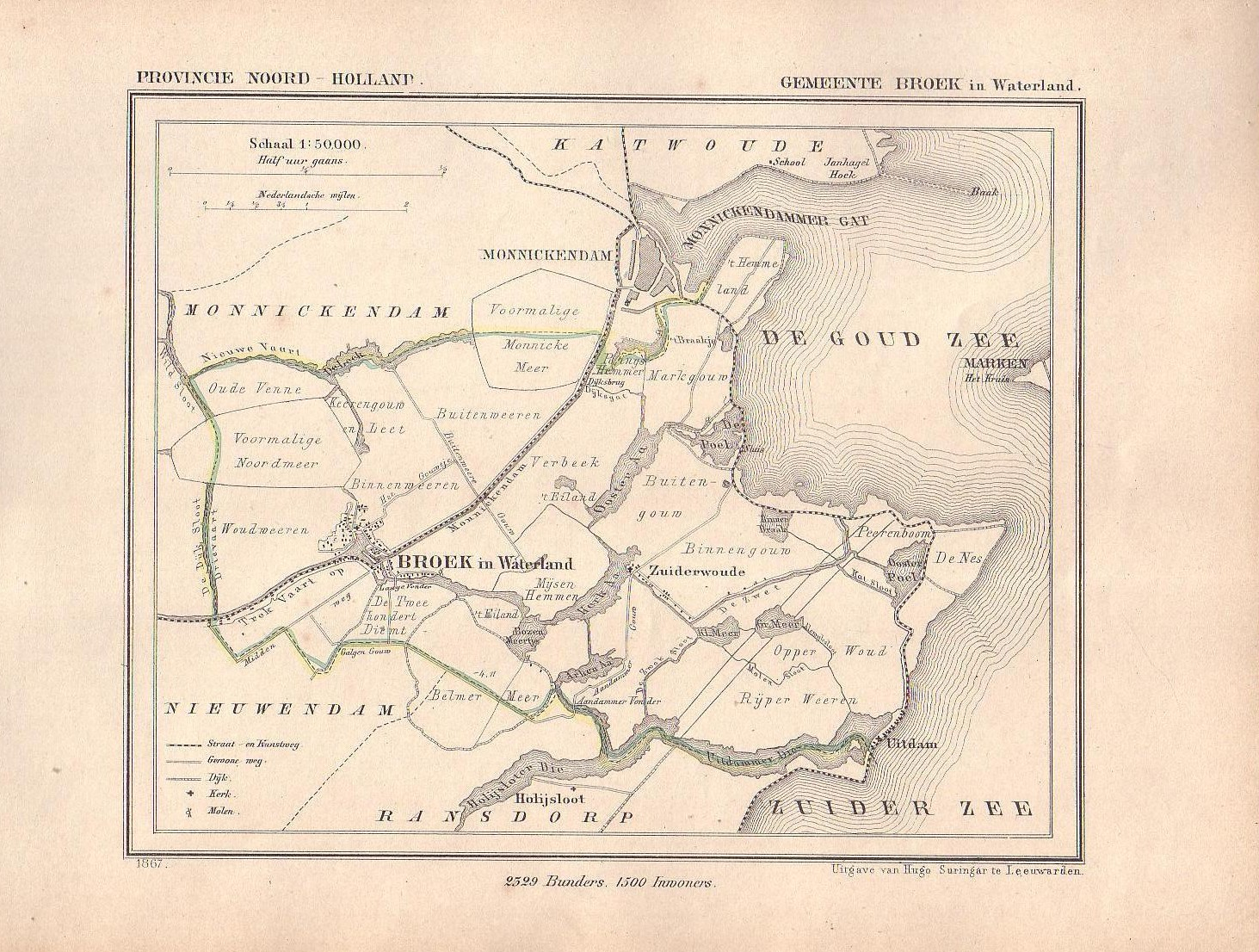
Gemeentenkaart van Noord-Holland uit 1865 met gemeentegrens

De Holysloter Die is een kreek, "Die" genoemd, grotendeels gelegen in de gemeente Amsterdam en een klein (westelijk deel) in de gemeente Waterland. Het ligt ten noorden van het tot de gemeente Amsterdam behorende dorpje Holysloot en ligt ten zuiden van Broek in Waterland. Het vormt één geheel met de Uitdammer Die in het oosten en is door middel van het Nauw ook verbonden met de Ransdorper Die ten zuidwesten van Holysloot. Het is een restant van de vroegere Waterlandse Die, een veenriviertje in Waterland. In het kleine houten huisje heeft tijdens de Tweede Wereldoorlog een Canadese soldaat geschuild nadat zijn vliegtuig boven het Kinselmeer was afgeschoten.
Oorspronkelijk was het een zeearm van de Zuiderzee. Tegenwoordig is de Uitdammer Die niet meer rechtstreeks verbonden met het huidige Markermeer maar loopt dood op de Uitdammerdijk.
De ligging is enigszins geïsoleerd. In het noorden loopt een kerkepad naar Broek in Waterland. In de zomer vaart er een veerpontje tussen dit kerkepad en Holysloot voor fietsers en voetgangers die door middel van het luiden van een bel de schipper kunnen waarschuwen overgezet te willen worden. Het bosje aan de overkant van Holysloot bestaat sinds de jaren '40 en is met buizerds, aalscholvers, vleermuizen en een bunzing een belangrijke bron van biodiversiteit. Sinds 2018 wordt het bosje in samenwerking met Nederland Zoemt ingericht als bijenbos voor de wilde bij en andere insecten. Het bosje is officieel geregistreerd als bijeninitiatief bij het kenniscentrum insecten EIS.
De naam Holysloot betekent zoiets als 'laaggelegen gebied aan een sloot' - een omschrijving die typerend is voor vrijwel geheel Waterland. De eerste bekende vermelding van Holysloot dateert uit de dertiende eeuw, toen graaf Floris V enkele privileges verleende aan "die van Ransdorp en Hoolesloot".
De term Die is een versmelting van het lidwoord de en Ie; de naam is dus verwant aan het nabijgelegen IJ.